# الکس فلت
الکس فلت (انگلیسی: Alex Flett؛ زادهٔ ۲۰ سپتامبر ۱۹۹۲) بازیکن فوتبال اهل بریتانیا است.
از باشگاه‌هایی که در آن بازی کرده‌است می‌توان به باشگاه فوتبال کلیتورپس تاون، باشگاه فوتبال اوست تاون، و باشگاه فوتبال برادفورد سیتی اشاره کرد.